# Eisschraube

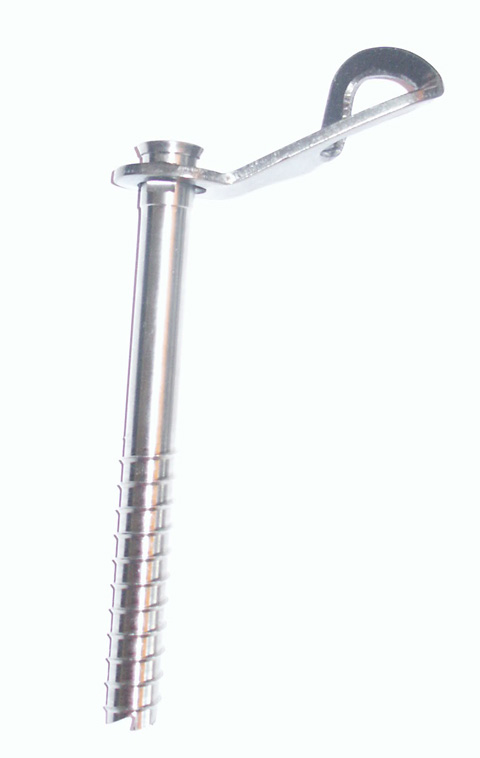
Eisschraube aus Titan, 18 cm lang

Eisschrauben werden als Fixpunkt beim Eisklettern verwendet. Eisschrauben sind Rohrschrauben mit sehr scharfen geschliffenen Spitzen und einem groben Gewinde außen. Sie werden aus Gewichtsgründen gelegentlich aus Titan hergestellt, meist jedoch aus Stahl. Je nach Modell ist an der Sicherungsöse ein kleiner Kurbelgriff angebracht, der das Eindrehen der Schraube ins Eis erleichtert.

## Verwendung
Sie werden mit einer Hand ins Eis eingedreht und das abgesprengte verdrängte Eis wird durch die hohle Eisschraube nach außen transportiert. In die Sicherungsöse kann ein Karabiner zum Einrichten eines Standplatzes oder ein Expressset zum Legen einer Zwischensicherung eingehängt werden. Beim Standplatzbau im Eis werden im Allgemeinen zwei Eisschrauben mit einer Bandschlinge durch ein Kräftedreieck verbunden. Der Winkel dieses Kräftedreiecks sollte möglichst klein sein, um die Kräfte, die auf das Eis wirken, zu vermindern. Optimal ist die Kraftverteilung, wenn die Schrauben übereinander und 50 cm voneinander entfernt angeordnet sind.
Festigkeitsuntersuchungen durch Black Diamond, einen Hersteller von Eisschrauben, haben Gesamtfestigkeiten der Eissicherung von bis zu 40 kN ergeben. Der Deutsche Alpenverein hat ebenfalls die Festigkeit von Eisschrauben und Sicherungen im Eis untersucht. Dort wurden in „gutem Eis“ Festigkeiten der Eissicherung von bis zu 22 kN gemessen; der Messaufbau konnte als maximale Kraft lediglich 22 kN anzeigen. Beim Versuch wurden etliche Bohrhaken aus dem Fels gerissen und Alu-Schraubkarabiner haben versagt.
Beim Einschrauben einer – hohlen – Eisschraube in kompaktes Eis, strömt gebrochenes Eis aus ihrer ins Freie ragenden Öffnung. Da dieser Strom stoppt, wenn mit der Spitze ein Hohlraum oder flüssiges Wasser erreicht wird, lässt sich damit die auf einem Gewässer liegenden Eisdecke auf eine gewisse Mindestdicke testen.

## Geschichte

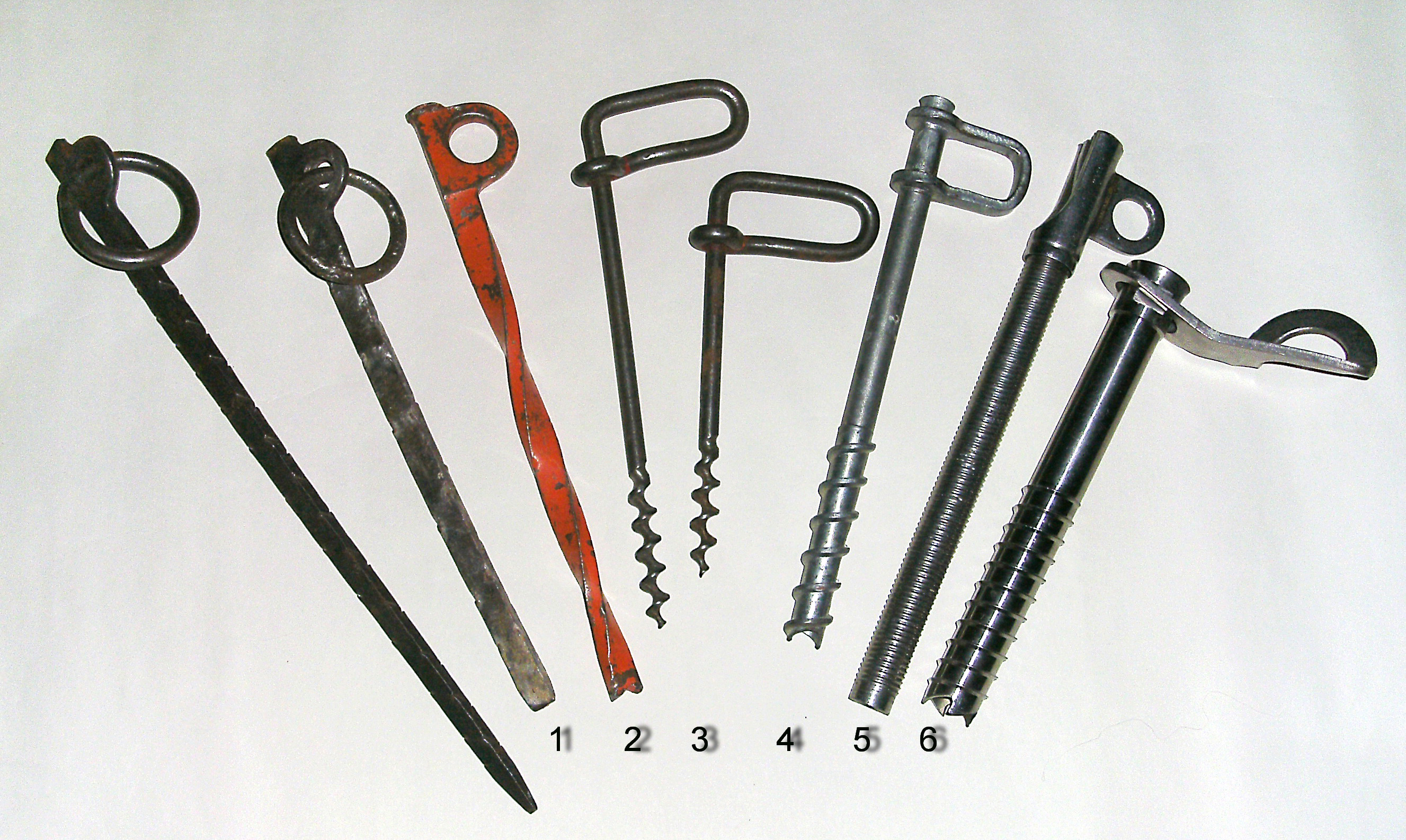
Entwicklung vom Eishaken zur Eisschraube im Zeitraum 1924 bis 2000

Bei der Erstbegehung der Nordwestwand des Großen Wiesbachhorns in der Glocknergruppe überwand 1924 Fritz Rigele zusammen mit Willo Welzenbach den Eiswulst in der Wandmitte mit Hilfe erstmals verwendeter Eishaken. Neben dem Vorteil des schnellen Setzens war ein großer Nachteil der Eishaken die Notwendigkeit, sie nahezu komplett freischlagen zu müssen, um sie – einmal eingefroren – wieder aus dem Eis ziehen zu können. In gut 90 Jahren entwickelten sich von den Eishaken (1 u. 2) über die Marwa-Schrauben (3), die Eisschrauben der 1970er Jahre (4) und die Rohreishaken (5) die Eisschrauben von heute (6), die sich durch das Gewinde auch wieder herausdrehen lassen.